# حكيم زياش
حكيم زياش (أمازيغية: ⵃⴰⴽⵉⵎ ⵣⵉⵢⴰⵛ) (مواليد 19 مارس 1993) هو لاعب كرة قدم مغربي مُحترف يلعب في مركز الجناح الأيمن مع نادي الدحيل القطري و‌المنتخب المغربي لكرة القدم، كما أنه لاعب متعدد المراكز يمكنه اللعب في مركز وسط ميدان هجومي. يشتهر بالإنهاء والمراوغة والسرعة، كما يعرف بقدرته التكتيكية وتميزه بالركلات الثابتة. يُلقب بـ «الساحر»، وهو اللقب الذي أطلقه عليه أنصار ناديه السابق أياكس.
بدأ زياش مسيرته الاحترافية مع نادي هيرنفين الهولندي في عام 2012 ووقع مع في تفينتي أنشخيدة الهولندي بعد ذلك بعامين. في عام 2016، وقع زياش مع أياكس في صفقة مدتها خمس سنوات، مع رسوم انتقال بلغت 11 مليون يورو. كان موسم 2018–19 هو الموسم الأكثر غزارة في مسيرة زياش، حيث سجل 16 هدفًا وقدم 13 تمريرة حاسمة في الدوري الهولندي. في عام 2020، وقع زياش مع تشيلسي الدوري الإنجليزي الممتاز في موسم 2020–21 في صفقة مدتها خمس سنوات، مع رسوم انتقال بلغت 40 مليون يورو (من المحتمل أن تزيد إلى 44 مليون يورو كحد أقصى ، مع عوامل متغيرة).
يُعرف زياش بمهاراته في التشطيب والمراوغة (المناورات) والتمريرات الطويلة والتقنية والقدرة على الركلات الحرة. في عام 2019، أُختير كواحد من أفضل 3 لاعبين في دوري أبطال أوروبا لموسم 2018–19. وفي نهاية العام نفسه، حصل على المركز 29 في قائمة الغارديان "لأفضل 100 لاعب كرة قدم في العالم".
ابتداءً من عام 2015، عندما انضم زياش إلى المنتخب الوطني، تبرع بجميع الأرباح والمكافآت المكتسبة من اللعب الدولي إلى جمعيات خيرية مختلفة أو لموظفي الفريق.

## حياته
ولد حكيم زياش في 19 مارس 1993 في مدينة درونتن الهولندية، التابعة لبلدة افليفلند، وهو الأخ الأصغر بين تسعة أطفال (خمسة أولاد وأربع بنات) لأم و أب مغربيان ينحدران من مدينة تافوغالت بإقليم بركان، هي قرية أمازيغية تابعة لاتحاد القبائل المحاربة في آيت إزناسن الواقعة بالقرب من بركان في شمال شرق المغرب. نشأ حكيم زياش في الجزء الجنوبي من درونتن. ولد شقيقاه الأكبر فوزي وهشام في بركان. مثل العديد من المغاربة بين الستينيات والتسعينيات، هاجر عدد كبير من الأشخاص من شمال المغرب إلى بلجيكا وهولندا بحثًا عن العمل وظروف معيشية أفضل. وكان هذا هو الحال أيضًا بالنسبة لوالد حكيم زياش الذي غادر المغرب عام 1967 مع ولديه فوزي وهشام إلى هولندا حيث كان يعمل في مصنع للمعادن. انضمت والدة زياش إلى زوجها في هولندا في سن الثامنة عشرة وبقيت في المنزل واهتمت بالأطفال في درونتن.
حكيم يحمل جنسيتين: الهولندية والمغربية. أمضى حكيم مع إخوته وأصدقائه من الحي ساعات في لعب كرة القدم في ساحة كرويف كورت المقابلة لمنزله. تعلم مهاراته الأولى هناك، وسرعان ما أصبحت كرة القدم شغفًا. خلال طفولته، كان زياش يشاهد بانتظام نجوم أياكس على شاشة التلفزيون مثل ويسلي شنايدر، وزلاتان إبراهيموفيتش، ورافائيل فان دير فارت. قال في مقابلة مع الاتحاد الأوروبي لكرة القدم في عام 2019 «كان هناك عدد قليل من اللاعبين الذين أحببت مشاهدتهم، مثل رونالدينيو وزين الدين زيدان...لاعبون من هذا النوع. لقد شاهدتهم كثيرًا عندما كنت صغيرًا. أتذكر عندما كنت في العاشرة من عمري، كنت أشاهد مقاطع الفيديو الخاصة بهم على اليوتيوب كل يوم».
التحق اثنان من إخوته بأكاديميتي بي إي سي زفوله ونادي هيرنفين في التسعينيات. أما حكيم، البالغ من العمر سبع سنوات، فقد طلب من والده تسجيله في أحد أندية كرة القدم من أجل ممارسة رياضته المفضلة. في عام 2001، بدأ لعب كرة القدم لنادي مسقط رأسه، ريال درونتن. في ريال درونتن، التقى بعزيز ذو الفقار الذي كان أحد أعضاء طاقم النادي، وأول مواطن مغربي يظهر في الدوري الهولندي. وفقًا لحكيم زياش، سيصبح ذو الفقار مصدرًا كبيرًا للتحفيز لبدء مسيرة كرة القدم. في حيه، غالبًا ما ذهب زياش إلى مركز الشباب المحلي دي ميربال للقاء أصدقائه وذو الفقار، الذي كان أيضًا مدرسًا في المركز. خلال هذا الوقت، قال زياش أن كرة القدم كانت جزءًا مهيمنًا من حياته: «كنت أذهب إلى المدرسة مبكرًا بنصف ساعة كل يوم والكرة في يدي. أثناء استراحة الغداء، كنت ألعب كرة القدم. وبمجرد عودتي إلى المنزل، كنت أشرب، أكلت ثم خرجت مرة أخرى للعب كرة القدم... كلما تلاعبت بطفل كبير، كان الحي بأكمله يبدأ بالصراخ. في حياتي، لحسن الحظ، اتخذت الخيارات الصحيحة. اضطررت إلى فرز الكثير من أصدقائي الذين كانوا يسيرون على غير هدى. في النهاية، تم تدريبي الحقيقي في الحي». نظرًا لعدم اهتمامه بالمدرسة، كرس زياش نفسه فقط لكرة القدم واللعب في الحي.
وفي 23 ديسمبر/كانون الأول 2003، عندما كان عمره عشر سنوات فقط، تعرض لصدمة شخصية كبيرة، حيث شهد وفاة والده الذي كانت تربطه به علاقة وثيقة. وكان والده محمد زياش يعاني من مرض عصبي عضلي منذ عدة أشهر. دفعه هذا الحدث إلى جرائم في مرحلة الشباب. وهكذا نشأ مع والدته التي اضطرت إلى تعليم أطفالها الثمانية باستخدام الإعانات العائلية وإعانات البطالة من أجل توفير احتياجات الأطفال الثمانية. شهد حكيم زياش عودة اثنين من إخوته إلى السجن بتهمة السطو. لذلك طُرِدوا من أنديتهم وقرروا اعتزال كرة القدم في سن مبكرة. وقد صرح أحد الشقيقين، فوزي زياش، منذ ذلك الحين: «كان أملنا الأخير في العائلة هو حكيم. ولحسن الحظ، تمكن من إدراك الخطأ بسرعة، حيث كان لديه أربعة أشقاء سلكوا الطريق الخطأ». أما حكيم زياش، فقد أصيب بالإحباط في سن الثانية عشرة وقرر وضع حد لكرة القدم.

### مواقفه
زياش من أشد المناصرين للقضية الفلسطينية، في عام 2024، وجّه حكيم زياش رسالة إلى الحكومة المغربية، ودان بقوة الاحتلال الإسرائيلي والدول الداعمة له، من خلال منشورين في حسابه الرسمي في موقع التواصل الاجتماعي إنستغرام، أرفقهما بصور وتعليقات تدين أفعال جنود الاحتلال الإسرائيلي، حين كانوا يلقون جثث شهداء فلسطينيين من فوق المباني العالية، في تصرف ينم عن إرهاب هذا الكيان. وقال زياش في أول منشوراته "لنوضح شيئاً واحداً! اللعنة على إسرائيل وكلّ دولة أخرى تدعم هذا النوع من السلوك".

## مسيرته الكروية

### هيرنفين

#### 2007–2012: شبابه وبداية مسيرته
بين عامي 2001 و2007، لعب في أكاديمية الشباب في ريال درونتن وآي أس في درونتن قبل أن ينتقل سنة 2007 إلى نادي هيرنفين. تدرج في الفئات العمرية للنادي إلى غاية صعوده إلى فئة الفريق الأول في عام 2012. حيث تألق بشكل لافت مع النادي من خلال تسجيله 13 هدفاً في 46 مباراة خلال موسمين.

#### موسم 2012–13
في 2 أغسطس 2012، ظهر زياش لأول مرة مع هيرنفين في المرحلة الأولى من الجولة الثالثة من تصفيات الدوري الأوروبي، ضد رابيد بوخارست، ولعب ما مجموعه 53 دقيقة قبل استبداله. شارك في أول مباراة له في الدوري الهولندي الممتاز مع النادي في 10 أغسطس، حيث خسر 0–2 أمام نيميخن.

#### موسم 2013–14
سجل زياش هدفه الأول لهيرنفين في الفوز 2–0 على بريدا، في 10 أغسطس 2013. في 23 أغسطس، قدم زياش تمريرتين حاسمتين في مباراة التعادل 3–3 مع أياكس. في 8 نوفمبر، سجل زياش وقدم تمريرة حاسمة في مباراة الفوز فوز 5–2 على والويك. في 18 ديسمبر، سجل زياش هدفين ضد ألكمار، في الجولة الرابعة من كأس هولندا، واحدة في الوقت الطبيعي من ركلة جزاء في اللحظة الأخيرة ليحرز التعادل وتأخذ المباراة إلى ركلات الترجيح، لكنه أضاع ركلة جزاء وهيرنفين تم اقصائهم 6–5 بركلات الترجيح. في 21 ديسمبر، سجل زياش هدفين وقدم تمريرة حاسمة واحدة في الفوز 5–1 خارج أرضه على ألكمار. في 18 يناير 2014، سجل زياش في مباراة التعادل 2–2 أمام رودا كيركراده. في 9 فبراير، سجل هدف الفوز 3–1 على غرونينغن. في 27 أبريل، سجل زياش مرة واحدة وقدم تمريرة حاسمة في مباراة الفوز 4–1 على اوتريخت، بعد دخوله كبديل.

### تفينتي أنشخيدة
في 18 أغسطس 2014، انضم زياش إلى تفينتي ووقّع على عقد لمدة أربع سنوات. وأرتدى القميص رقم 10.

#### موسم 2014–15
في 5 أكتوبر، سجّل زياش هدف واحد وقدّم تمريرة حاسمة في مباراة التعادل 2–2 مع ألكمار. في 6 مارس 2015، سجّل زياش هدفين في مباراة التعادل 2–2 مع فيلم تو تيلبورغ في 10 مايو، قدم ثلاثة تمريرات حاسمة في مباراة الفوز على أرضه 3–0 على دوردريخت. في 17 مايو، سجل زياش هدفين وقدم تمريرة حاسمة في مباراة الفوز 3–1 خارج أرضه على ناديه السابق هيرنفين.

#### موسم 2015–16
لموسم 2015–16، تم اختيار زياش كقائد للنادي ؛ ومع ذلك، تم تجريده من قيادة الفريق في أوائل يناير 2016، بعد أن أدلى بتعليقات غير محترمة ضد النادي وطلب علنا نقل. كان موسم 2015–16 أكثر موسم غزير في حياة زياش، حيث سجل 17 هدفًا وقدم 10 تمريرات حاسمة في الدوري الهولندي الممتاز.

### أياكس
في صيف 2016 ربط حكيم بعدة أندية في القارة العجوز حيث كان محط اهتمام ناديي إنتر ميلان وروما في إيطاليا كما اهتم بخدماته كذلك نادي فنربخشة التركي غير أنه في النهاية وفي 30 أغسطس 2016 وقبل يوم من إغلاق سوق الانتقالات الصيفية أعلن نادي أياكس أمستردام عن تعاقده مع حكيم زياش لمدة 4 مواسم ونصف بقيمة مالية وصلت إلى 11 مليون يورو قادماً من نادي تفينتي.

#### موسم 2016–17
في 15 سبتمبر، تلقى زياش على بطاقة حمراء في الدقيقة 79، في المباراة التي انتهت بفوزه 1–2 على باناثينايكوس في مباراة المجموعة الافتتاحية للدوري الأوروبي. بعد ستة أيام في 21 سبتمبر، سجل أول هدف له مع أياكس في الفوز 5–0 على فيلم تو تيلبورغ في كأس هولندا. في 2 أكتوبر، سجل زياش أول هدف له في الدوري مع النادي في فوز 2–3 على اوتريخت. في 20 أكتوبر، سجل هدف في مباراة التعادل 2–2 مع سيلتا فيغو في الدوري الأوروبي. في 20 أكتوبر، سجل هدف الفوز 1–0 على إكسلسيور. في 3 نوفمبر، سجل زياش في مباراة الفوز 3–2 على سلتا فيغو في الدوري الأوروبي. في 4 ديسمبر، سجل ركلة جزاء في مباراة الفوز 2–0 على غرونينغن. في 15 يناير 2017، سجل زياش هدفين في مباراة الفوز خارج ملعبه على زفوله 3–1. في 29 يناير، سجل هدف الفوز 3–0 على أدو دين هاغ. في 8 أبريل، سجل هدف الفوز 5–1 خارج أرضه على إن إي سي نيميخن.

#### موسم 2017–18
في 12 أغسطس 2017، سجل زياش الهدف الافتتاحي في مباراة الهزيمة 1–2 أمام هيراكليس ألميلو. في 20 أغسطس، سجل زياش في مباراة الفوز 3–1 على غرونينغن. في 9 سبتمبر، أضاع زياش عن ركلة جزاء لكنه سجل في النهاية بعد خمس دقائق فقط من مباراة الفوز 3–0 على بي إي سي زفوله. في 18 نوفمبر، قدم زياش تمريرة حاسمة في مباراة الفوز 8–0 على بريدا. في 26 نوفمبر، قدم تمريرة حاسمة في مباراة الفوز 5–1 على رودا. في 14 ديسمبر، سجل زياش في مباراة الفوز 3–1 على إكسلسيور. في 20 ديسمبر، أضاع زياش عن ركلة جزاء ضد ناديه السابق تفينتي أنشخيدة، في دور الستة عشر من كأس هولندا، مع اياكس أقصي خسارته بركلات الترجيح. في 4 فبراير 2018، سجل زياش هدف في الوقت بدل الضائع في مباراة الفوز 3–1 على بريدا. بعد ثلاثة أيام، في 7 فبراير، سجل هدف في مباراة الفوز 4–2 على رودا. في 18 مارس، سجل زياش هدفين في مباراة الفوز خارج ملعبه 5–2 على سبارتا روتردام. في 19 أبريل، سجل زياش الفوز 4–1 على فينلو.

#### موسم 2018–19
في 25 يوليو 2018، سجل زياش في مباراة الفوز 2–0 على شتورم غراتس في الجولة الثانية من التصفيات المؤهلة لدوري أبطال أوروبا. في 22 أغسطس 2018، سجل زياش في مباراة الفوز 3–1 على دينامو كييف في الجولة الفاصلة من دوري أبطال أوروبا. في 13 فبراير 2019، سجل أول هدف له في دوري أبطال أوروبا، حيث سجل هدف التعادل في في مباراة الخسارة 1–2 أمام ريال مدريد في دور ال 16. في 5 مارس 2019، سجل مرة أخرى في مباراة الفوز 4–1 على ريال مدريد في مباراة الإياب، والتي شهدت خروج أصحاب اللقب في أخر 3 مواسم وصعد أياكس إلى الدور ربع النهائي، حيث اقصوا يوفنتوس ليصلوا إلى الدور نصف النهائي من البطولة. في 30 أبريل 2019، صنع زياش الهدف الوحيد في مباراة الذهاب في الدور نصف النهائي من دوري أبطال أوروبا على توتنهام هوتسبر. كما سجل الهدف الثاني لأياكس في مباراة الإياب لنصف النهائي، لكنهم اقصوا من البطولة بعد التعادل بمجموع المباراتين 3–3 بسبب قانون أهداف خارج الديار.

### تشيلسي

#### موسم 2020–21: بطل أوروبا

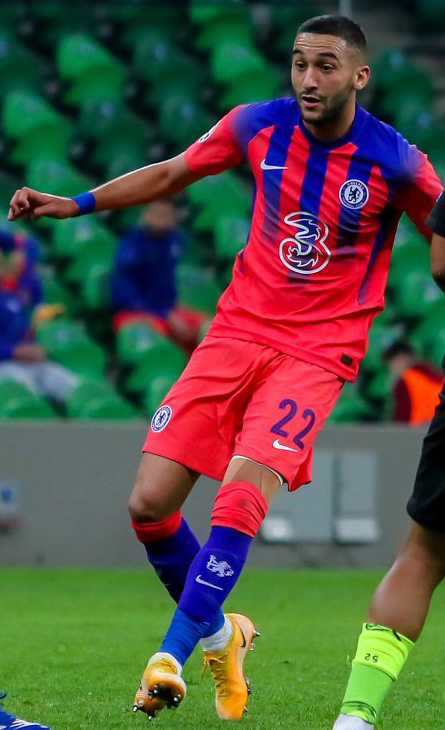
زياش يلعب لتشيلسي في عام 2020

في 14 فبراير 2020 ،أُعلن أن أياكس أمستردام وتشيلسي قد توصلا إلى اتفاق لانتقال حكيم زياش مقابل رسوم قدرها 40 مليون يورو (من المحتمل أن تزيد إلى 44 مليون يورو كحد أقصى، مع عوامل متغيرة). انضم إلى تشيلسي الذي ينشط في الدوري الإنجليزي الممتاز لموسم 2020–21. بعد عشرة أيام ، أعلن تشيلسي أنهم وافقوا على شروط شخصية مع زياش وأنه وقع عقدًا لمدة خمس سنوات.
ظهر زياش لأول مرة في الدوري مع تشيلسي في 17 أكتوبر 2020، في مباراة انتهت بالتعادل 3–3 على أرضه ضد ساوثهامبتون بعد خروجه من مقاعد البدلاء.
في 28 أكتوبر 2020، سجل هدفه الأول مع تشيلسي والفوز 4–0 خارج أرضه على كراسنودار الروسي في الجولة الثانية من دوري أبطال أوروبا. بعد ثلاثة أيام، بدأ زياش أول مباراة له في الدوري مع تشيلسي، حيث ساهم بهدف وتمريرة حاسمة في الفوز 3–0 خارج الأرض على نادي بيرنلي. وبذلك، أصبح زياش أول لاعب من تشيلسي منذ دييغو كوستا يسجل في أول مباراتين له مع تشيلسي في جميع المسابقات. في مباراة الدوري التالية لتشيلسي، قدم زياش تمريرتين حاسمتين وأُختير كأفضل لاعب في المباراة حيث هزم تشيلسي شيفيلد يونايتد بنتيجة 4–1.
في 17 أبريل 2021 ، سجل زياش الهدف الوحيد في مباراة نصف نهائي كأس الاتحاد الإنجليزي لتشيلسي ضد مانشستر سيتي ليقودهم للبلوغ للنهائي.
في 17 أبريل 2021، سجل زياش الهدف الوحيد في مباراة نصف نهائي كأس الاتحاد الإنجليزي لتشيلسي ضد مانشستر سيتي. في 29 مايو 2021، توج حكيم بدوري أبطال أوروبا بعد فوزهم 1–0 في النهائي ضد مانشستر سيتي، لم يشارك في النهائي. ليصبح بذلك ثالث لاعب مغربي يحقق البطولة بعد مواطنيه منير الحدادي و أشرف حكيمي. لعب زياش عشر مباريات في البطولة وسجل هدفين في مسيرة تشيلسي إلى نهائي المسابقة، بما في ذلك هدفه ضد أتلتيكو مدريد في إياب دور الـ16 على ملعب ستامفورد بريدج.

#### موسم 2021–22
في 11 أغسطس 2021، توج زياش بكأس السوبر الأوروبي بعد تسجيله الهدف الوحيد للفريق ضد نادي فياريال لتنتهي المباراة بالتعادل 1–1 و يفوز تشيلسي باللقب بركلات الترجيح بعد غياب 23 عاما. في 2 نوفمبر، سجل الهدف الوحيد في الفوز 1–0 خارج أرضه على مالمو في دوري أبطال أوروبا، حيث تمكن من معادلة أكبر عدد من الأهداف التي سجلها المغربي مروان الشماخ بثمانية أهداف.
في 18 يناير 2022، سجل زياش هدف التعادل 1–1 أمام برايتون. في 23 يناير، سجل زياش تسديدة رائعة ضد توتنهام هوتسبر في الفوز 2-0. في 12 فبراير، فاز زياش بلقبه الثالث كأس العالم للأندية، بعد فوز تشيلسي باللقب ضد نادي بالميراس البرازيلي 2021.

#### موسم 2022–23: تراجع في المستوى وفشل في الانتقال على سبيل الإعارة
في فترة الانتقالات لشهر يناير، لم يتمكن زياش من الانتقال إلى باريس سان جيرمان على سبيل الإعارة حيث قدم ناديه الأصلي مستندات خاطئة قبل الموعد النهائي والتي رفضها الدوري الفرنسي لكرة القدم. إلا أنه أنهى الموسم بـ24 مباراة في جميع المسابقات مساهما في ثلاث أهداف فقط.
في 30 يونيو 2023، انهار انتقاله المفترض إلى نادي النصر السعودي بسبب مشكلة مزعومة في الركبة أثناء الفحوصات الطبية، والتي سخر منها لاحقًا على وسائل التواصل الاجتماعي بصورة صفيقة لساقيه وتعليق «مشاكل في الركبة، أليس كذلك؟».
في 19 أغسطس 2023، أعلن نادي غلطة سراي من الدوري الممتاز أن زياش وصل إلى إسطنبول لإكمال انتقاله إلى تركيا. في 20 أغسطس 2023، أكمل زياش إعارة لمدة موسم إلى غلطة سراي، مع الالتزام بجعل الانتقال دائمًا.
وفي 28 يونيو 2024، أعلن نادي غلطة سراي، عن تعاقده نهائيًا مع حكيم زياش، وأكد غلطة سراي أن تعاقده مع زياش جاء بشكل مجاني، أي بدون مقابل مالي يحصل عليه تشيلسي، على أن يمتد عقد "أسد الأطلس" مع بطل تركيا حتى 30 يونيو/ حزيران 2025، مع إدراج بند يسمح بالتمديد لموسم آخر.
في 1 نوفمبر 2023، تم ترشيح زياش لجائزة أفضل لاعب كرة قدم أفريقي لعام 2023 من قبل الاتحاد الإفريقي لكرة القدم. في 29 نوفمبر، سجل ثنائية وصنع هدف في مباراة دور المجموعات بدوري أبطال أوروبا 2023–24 ضد مانشستر يونايتد، في 29 يناير 2025، أُعلن أن عقد زياش قد تم فسخه بشكل متبادل.

### نادي الدحيل
في 30 يناير 2025، انضم زياش إلى نادي الدحيل في دوري نجوم قطر.
في 8 مارس، سجل هدفه الأول لصالح الدحيل في الفوز 4-2 على نادي الأهلي في دوري نجوم قطر.

## مسيرته الدولية

### هولندا
ولد حكيم زياش في هولندا لعائلة مغربية، وكان مؤهلا للعب مع منتخبي هولندا أو المغرب. ولعب مع الفئات السنية لمنتخب هولندا، حيث لعب في صفوف منتخب هولندا تحت 19 سنة وتحت 20 سنة وتحت 21 سنة. ومع ذلك، اختار اللعب للمغرب على مستوى الكبار. تم استدعاءه لأول مرة مع للمنتخب للمشاركة مع المنتخب الهولندي الأول في مايو 2015، لمباريات ودية ضد الولايات المتحدة ولاتفيا. في عام 2015، أكد اختياره لتمثيل المغرب على المستوى الدولي.

### المغرب

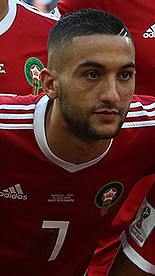
زياش في بداية مباراته مع المنتخب المغربي في 2018

في سبتمبر 2015، أكد حكيم زياش اختياره لتمثيل المغرب دوليا. شارك في أول مباراة له مع المنتخب المغربي في 9 أكتوبر في المباراة التي عرفت هزيمة المنتخب المغربي 0–1 أمام منتخب ساحل العاج. في 27 مايو 2016، سجل أول هدفين له مع المغرب، في مباراة الفوز 2–0 على الكونغو. في 4 سبتمبر، سجل زياش في مباراة الفوز 2–0 على ساو تومي وبرينسيب ضمن مبارايات تصفيات كأس الأمم الأفريقية 2017. ولم يتم اختيار زياش لتشكيلة المنتخب النهائية المكونة من 23 لاعباً التي شاركت في كأس الأمم الأفريقية 2017، وذلك بسبب خلافات مع الناخب الوطني هيرفي رونار.
في 1 سبتمبر 2017، سجل زياش في مباراة الفوز 6–0 أمام منتخب مالي، ضمن مبارايات تصفيات كأس العالم 2018. احتفل اللاعب بهدفه الأول من خلال تكريم صديقه وزميله السابق عبد الحق نوري. بعدها تم اختياره لتشكيلة المنتخب المكونة من 23 لاعباً التي شاركت في كأس العالم 2018.
شهدت علاقة حكيم زياش و المدرب البوسني وحيد خليلوزيتش توترا كبيرا، أدى إلى استبعاده مرة أخرى من لائحة المنتخب المغربي المشاركة في كأس أمم إفريقيا 2021 بعد أن رفض سابقًا اللعب بسبب الإصابة. قال المدير وحيد خليلودجيتش: «لأول مرة في مسيرتي التدريبية، رأيت لاعبًا في المنتخب الوطني لا يريد التدريب ويدعي أنه مصاب، على الرغم من أن الاختبارات أظهرت أنه قادر على اللعب. لن أتسامح مع ذلك».

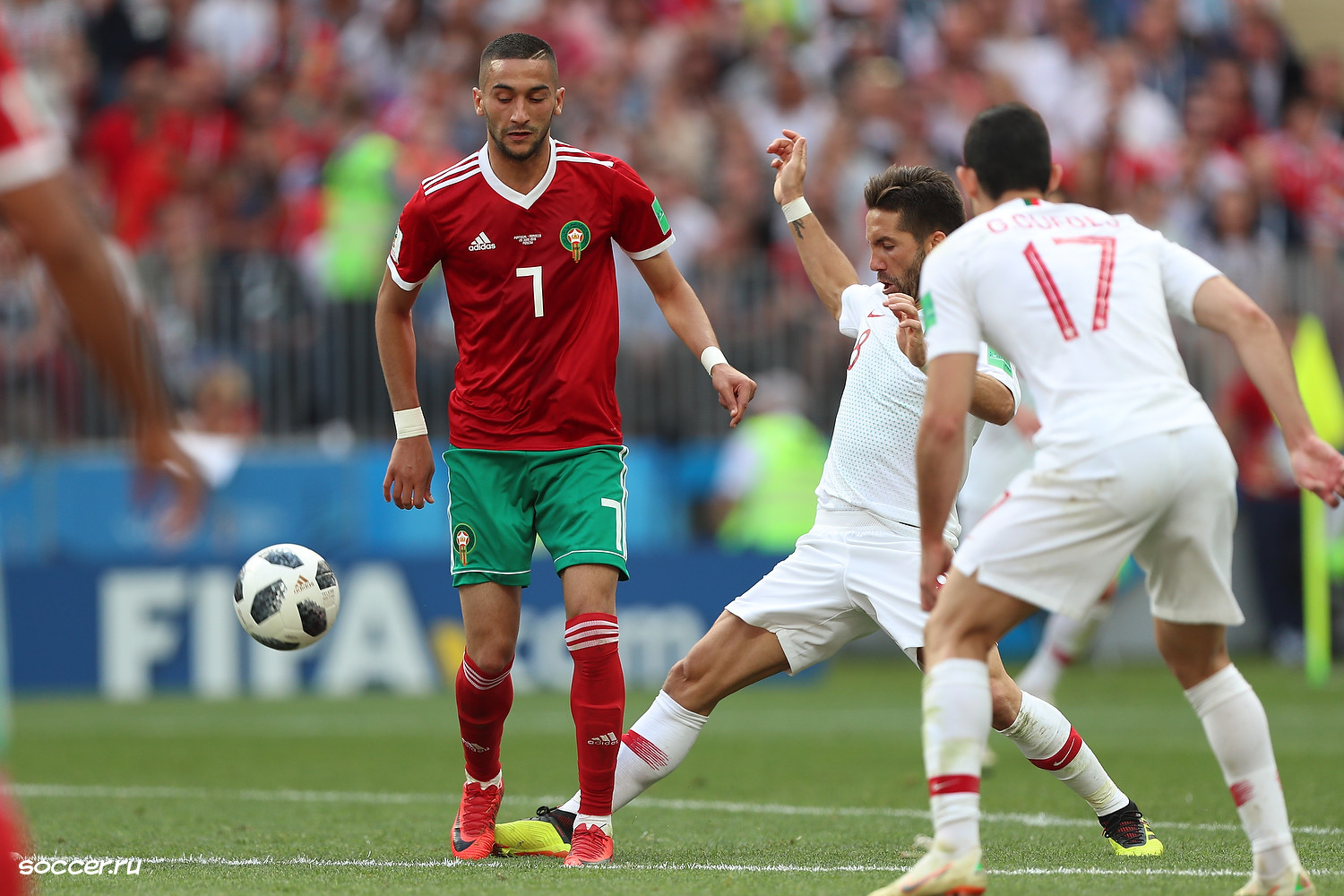
حكيم زياش يلعب مع المغرب في كأس العالم 2018 ضد البرتغال

في 8 فبراير 2022، أعلن زياش اعتزاله كرة القدم الدولية عن عمر يناهز 28 عامًا، بعد خلاف مع خاليلوزيتش بسبب ادعاءاته بتظاهر زياش بالإصابة. في 13 مارس 2022، رفض زياش وزميله المغربي نصير مزراوي دعوة خليلودجيتش لتمثيل منتخب المغرب لكرة القدم في تصفيات كأس العالم 2022 - الجولة الثالثة من CAF ضد جمهورية الكونغو الديمقراطية، وأكدا قراره بالاعتزال دوليًا. أُقيل خليلودزيتش لاحقًا في أغسطس ليحل محله وليد الركراكي، مما أدى إلى إلغاء زياش استقالته تم استدعاء حكيم زياش للمشاركة في نهائيات كأس العالم 2022 وعاد إلى المنتخب الوطني في المباراة الودية ضد تشيلي في 23 سبتمبر. وتألق زياش مع تأهل المغرب إلى الدور نصف النهائي لكأس العالم 2022، حيث سجل هدفين وقدم تمريرة حاسمة.
بصم زياش على أداء جيد في المونديال حيث صنع هدفًا ضد المنتخب البلجيكي وسجل آخر ضد المنتخب الكندي ما أدى إلى فوزه بلقب رجل المباراة. بمشاركته في دور ربع النهائي أمام المنتخب الاسباني أصبح حكيم زياش أكثر لاعب مغربي مشاركة في المونديال مناصفة مع أشرف حكيمي بسبع مباريات، متخطيًا بذلك رقم اللاعب الدولي السابق مصطفى حجي صاحب الست مباريات في كأس العالم. استطاع زياش ورفاقه في جعل هذه النسخة استثنائية لمنتخب بلادهم، حيث وصلوا به إلى الدور نصف النهائي لأول مرة وتحقيق المركز الرابع عقب خسارته في مواجهة المنتخب كرواتيا في مباراة تحديد المركز الثالث 1–2.
يتحدث زياش اللغة الهولندية والإنجليزية، ولا يجيد اللغة الدارجة؛ ولهذا السبب يخاطب الجماهير والصحفيين المغاربة باللغة الإنجليزية.

## أسلوب اللعب
حكيم هو جناح أيمن يحب أن يتخذ موقعًا واسعًا في البداية ثم يتقدم بالكرة إلى قدمه اليسرى القوية وفي المواقف التي يشكل فيها تهديدًا على المرمى، إما بالتسديدات أو الكرات العرضية.

## الإحصائيات

### النادي
آخر تحديث 8 مارس 2025.
| النادي    | الموسم   | الدوري                   | الدوري | الدوري  | الكأس cup | الكأس cup | كأس الرابطة | كأس الرابطة | قاري   | قاري    | أخرى   | أخرى    | المجموع | المجموع |
| النادي    | الموسم   | الدوري                   | الظهور | الأهداف | الظهور    | الأهداف   | الظهور      | الأهداف     | الظهور | الأهداف | الظهور | الأهداف | الظهور  | الأهداف |
| --------- | -------- | ------------------------ | ------ | ------- | --------- | --------- | ----------- | ----------- | ------ | ------- | ------ | ------- | ------- | ------- |
| هيرنفين ب | 2012-13  | الدوري الهولندي بيلوفتين | 33     | 14      | —         | —         | —           | —           | —      | —       | —      | —       | 33      | 14      |
| هيرنفين ب | المجموع  | المجموع                  | 33     | 14      | —         | —         | —           | —           | —      | —       | —      | —       | 33      | 14      |
| هيرنفين   | 2012–13  | الدوري الهولندي          | 3      | 0       | 1         | 0         | —           | —           | 2      | 0       | 2      | 0       | 8       | 0       |
| هيرنفين   | 2013–14  | الدوري الهولندي          | 31     | 9       | 3         | 2         | —           | —           | —      | —       | 2      | 0       | 36      | 11      |
| هيرنفين   | 2014–15  | الدوري الهولندي          | 2      | 2       | —         | —         | —           | —           | —      | —       | —      | —       | 2       | 2       |
| هيرنفين   | المجموع  | المجموع                  | 36     | 11      | 4         | 2         | —           | —           | 2      | 0       | 4      | 0       | 46      | 13      |
| تفينتي    | 2014–15  | الدوري الهولندي          | 31     | 11      | 5         | 4         | —           | —           | 2      | 0       | —      | —       | 38      | 15      |
| تفينتي    | 2015–16  | الدوري الهولندي          | 33     | 17      | 1         | 0         | —           | —           | —      | —       | —      | —       | 34      | 17      |
| تفينتي    | 2016–17  | الدوري الهولندي          | 4      | 2       | —         | —         | —           | —           | —      | —       | —      | —       | 4       | 2       |
| تفينتي    | المجموع  | المجموع                  | 68     | 30      | 6         | 4         | —           | —           | 2      | 0       | —      | —       | 76      | 34      |
| أياكس     | 2016–17  | الدوري الهولندي          | 28     | 7       | 1         | 1         | —           | —           | 13     | 2       | —      | —       | 42      | 10      |
| أياكس     | 2017–18  | الدوري الهولندي          | 34     | 9       | 1         | 0         | —           | —           | 4      | 0       | —      | —       | 39      | 9       |
| أياكس     | 2018–19  | الدوري الهولندي          | 29     | 17      | 3         | 0         | —           | —           | 17     | 5       | —      | —       | 49      | 22      |
| أياكس     | 2019–20  | الدوري الهولندي          | 21     | 6       | 2         | 0         | —           | —           | 11     | 3       | 1      | 0       | 35      | 9       |
| أياكس     | المجموع  | المجموع                  | 112    | 39      | 7         | 1         | —           | —           | 45     | 10      | 1      | 0       | 165     | 50      |
| تشيلسي    | 2020–21  | الدوري الإنجليزي الممتاز | 23     | 2       | 6         | 2         | 0           | 0           | 10     | 2       | —      | —       | 39      | 6       |
| تشيلسي    | 2021–22  | الدوري الإنجليزي الممتاز | 23     | 4       | 5         | 2         | 4           | 0           | 9      | 1       | 3      | 1       | 44      | 8       |
| تشيلسي    | 2022–23  | الدوري الإنجليزي الممتاز | 18     | 0       | 1         | 0         | 1           | 0           | 4      | 0       | —      | —       | 24      | 0       |
| تشيلسي    | المجموع  | المجموع                  | 64     | 6       | 12        | 4         | 5           | 0           | 23     | 3       | 3      | 1       | 107     | 14      |
| غلطة سراي | 2023–24  | الدوري التركي الممتاز    | 18     | 6       | —         | —         | —           | —           | 5      | 2       | 0      | 0       | 23      | 8       |
| غلطة سراي | 2024–25  | الدوري التركي الممتاز    | 5      | 0       | —         | —         | —           | —           | 5      | 0       | 1      | 0       | 11      | 0       |
| غلطة سراي | المجموع  | المجموع                  | 23     | 6       | —         | —         | —           | —           | 10     | 2       | 1      | 0       | 34      | 8       |
| الدحيل    | 2024–25  | دوري نجوم قطر            | 5      | 1       | 0         | 0         | —           | —           | —      | —       | —      | —       | 5       | 1       |
| الإجمالي  | الإجمالي | الإجمالي                 | 341    | 107     | 29        | 11        | 5           | 0           | 82     | 15      | 9      | 1       | 466     | 134     |

1. ↑  Includes كأس هولندا، كأس الاتحاد الإنجليزي
2. ↑  Includes كأس رابطة الأندية الإنجليزية المحترفة
3. 1 2 3  Appearances in الدوري الأوروبي
4. 1 2  Appearances in Eredivisie European play-offs
5. ↑  Two appearances in دوري أبطال أوروبا، two appearances in الدوري الأوروبي
6. 1 2 3 4 5  Appearances in دوري أبطال أوروبا
7. ↑  Ten appearances and three goals in دوري أبطال أوروبا، one appearance in UEFA Europa League
8. ↑  Appearance in كأس السوبر الهولندي
9. ↑  One appearance and one goal in كأس السوبر الأوروبي، two appearances in كأس العالم للأندية
10. ↑  Two appearances in UEFA Champions League, three appearances in UEFA Europa League
11. ↑  Appearance in كأس السوبر التركي

### المنتخب
آخر تحديث 9 سبتمبر 2024.
| المنتخب الوطني | العام   | الظهور | الأهداف |
| -------------- | ------- | ------ | ------- |
| المغرب         | 2015    | 4      | 0       |
| المغرب         | 2016    | 5      | 5       |
| المغرب         | 2017    | 4      | 2       |
| المغرب         | 2018    | 10     | 5       |
| المغرب         | 2019    | 10     | 2       |
| المغرب         | 2020    | 3      | 3       |
| المغرب         | 2021    | 4      | 0       |
| المغرب         | 2022    | 10     | 2       |
| المغرب         | 2023    | 5      | 2       |
| المغرب         | 2024    | 9      | 4       |
| المجموع        | المجموع | 64     | 25      |

### الأهداف الدولية
23 سبتمبر 2022. قائمة الأهداف والنتائج مع منتخب المغرب الأول.
| #  | التاريخ        | المكان                                     | م. | الخصم             | الهدف | النتيجة | المسابقة                        |
| -- | -------------- | ------------------------------------------ | -- | ----------------- | ----- | ------- | ------------------------------- |
| 1  | 27 مايو 2016   | ملعب طنجة، طنجة، المغرب                    | 6  | الكونغو           | 1–0   | 2–0     | ودية                            |
| 2  | 27 مايو 2016   | ملعب طنجة، طنجة، المغرب                    | 6  | الكونغو           | 2–0   | 2–0     | ودية                            |
| 3  | 4 سبتمبر 2016  | ملعب الأمير مولاي عبد الله، الرباط، المغرب | 8  | ساو تومي وبرينسيب | 1–0   | 2–0     | تصفيات كأس الأمم الأفريقية 2017 |
| 4  | 11 أكتوبر 2016 | ملعب مراكش، مراكش، المغرب                  | 9  | كندا              | 2–0   | 4–0     | ودية                            |
| 5  | 11 أكتوبر 2016 | ملعب مراكش، مراكش، المغرب                  | 9  | كندا              | 3–0   | 4–0     | ودية                            |
| 6  | 1 سبتمبر 2017  | ملعب الأمير مولاي عبد الله، الرباط، المغرب | 10 | مالي              | 1–0   | 6–0     | تصفيات كأس العالم 2018          |
| 7  | 1 سبتمبر 2017  | ملعب الأمير مولاي عبد الله، الرباط، المغرب | 10 | مالي              | 3–0   | 6–0     | تصفيات كأس العالم 2018          |
| 8  | 23 مارس 2018   | ملعب أولمبيكو، تورينو، إيطاليا             | 14 | صربيا             | 1–0   | 2–1     | ودية                            |
| 9  | 9 يونيو 2018   | أ. لي كوك أرينا، تالين، إستونيا            | 18 | إستونيا           | 2–0   | 3–1     | ودية                            |
| 10 | 9 سبتمبر 2018  | ملعب محمد الخامس، الدار البيضاء، المغرب    | 22 | مالاوي            | 1–0   | 3–0     | تصفيات كأس الأمم الأفريقية 2019 |
| 11 | 16 نوفمبر 2018 | ملعب محمد الخامس، الدار البيضاء، المغرب    | 23 | الكاميرون         | 1–0   | 2–0     | تصفيات كأس الأمم الأفريقية 2019 |
| 12 | 16 نوفمبر 2018 | ملعب محمد الخامس، الدار البيضاء، المغرب    | 23 | الكاميرون         | 2–0   | 2–0     | تصفيات كأس الأمم الأفريقية 2019 |

## الإنجازات

### النادي
أياكس أمستردام
- الدوري الهولندي الممتاز: 2018–19
- كأس السوبر الهولندي: 2018–19
- كأس هولندا: 2018–19
- الدوري الأوروبي الوصيف: 2016–17[144]

 تشيلسي
- دوري أبطال أوروبا: 2020–21[145]
- كأس السوبر الأوروبي: 2021[146]
- كأس العالم للأندية: 2021[147]
- كأس الاتحاد الإنجليزي الوصيف: 2020–21،[148] 2021–22[149]

 غلطة سراي
- الدوري التركي الممتاز: 2023–24،[150] 2024–25[151]
- كأس السوبر التركي: 2023[152]

### الفردية
- أفضل مُمرر في الدوري الهولندي (5): 2014–15، 2015–16 ، 2016–17، 2017–18، 2018–19
- تشكيلة العام في الدوري الهولندي (4): 2015–16،[153] 2016–17،[154] 2017–18،[154] 2018–19[155]
- (VP) أفضل لاعب في الدوري الهولندي (3): 2015–16،[156] 2017–18،[157] 2018–19[158]
- لاعب الشهر في الدوري الهولندي (2): أكتوبر 2018، غشت 2019[159]
- لاعب العام في هولندا / الحذاء الذهبي (1): 2018[160]
- لاعب العام في أياكس (3): 2017–18، 2018–19، 2019-20 [161][162]
- لاعب العام في نادي هيرنفين (1): 2013–14[163]
- لاعب العام في نادي تفينتي (1): 2014–15[164]
- جائزة الأسد الذهبي لأفضل لاعب في إفريقيا: 2018[165]
- أفضل لاعب مغربي (2): 2016،[166] 2018[167][168]
- دوري أبطال أوروبا تشكيلة الموسم: 2018–19[169]
- كأس الاتحاد الإنجليزي تشكيلة الموسم: 2021[170]
- تشكيلة العام من الاتحاد الأفريقي: 2019[171]
- فرانس فوتبول تشكيلة العام في أفريقيا (3): 2018،[172] 2019،[173] 2020[174]
- جائزة هدف الموسم في نادي أياكس: 2020[8]
- جائزة هدف الشهر «GOTM» في نادي تشيلسي: يناير 2022،[175] فبراير 2022[176]

## وصلات خارجية
- حكيم زياش على موقع الاتحاد الدولي (مؤرشف)  (الإنجليزية)
- حكيم زياش على موقع الاتحاد الأوربي (الإنجليزية)
- حكيم زياش على موقع اتحاد تركيا (لاعب) (الإنجليزية)
- حكيم زياش على موقع إي إس بي إن إف سي (الإنجليزية)
- حكيم زياش على موقع قاعدة بيانات كرة القدم.إي يو (الإنجليزية)
- حكيم زياش على موقع ليكيب (الفرنسية)
- حكيم زياش على موقع ناشيونال فوتبول تيمز (الإنجليزية)
- حكيم زياش على موقع Soccerbase.com (لاعب) (الإنجليزية)
- حكيم زياش على موقع Soccerway.com (الإنجليزية)
- حكيم زياش على موقع عالم كرة القدم.نت (الإنجليزية)